# Вассёр, Филипп (политик)
Филипп Вассёр (фр. Philippe Vasseur; род. 31 августа 1943, Ле-Туке-Пари-Плаж) — французский политический и государственный деятель, министр сельского хозяйства (1995—1997).

## Биография
Родился 31 августа 1943 года в Ле-Туке-Пари-Плаж. Учился в средней школе Мариетт в Булони-сюр-Мер, а затем поступил в Высшую школу журналистики Лилля.
В 1970 году начал карьеру журналиста, а в 1977 году он был главным редактором Les Échos. В 1982 году он стал редакционным директором журнала Le Nouveau Journal, а в 1987 году начал работать директором экономической редакции журнала Le Figaro.
Филипп Вассёр был региональным советником региона Нор — Па-де-Кале, а в 1995 году стал мэром Сен-Поль-сюр-Тернуаз. 18 мая 1995 года он был назначен министром сельского хозяйства, рыболовства и продовольствия в первом правительстве Алена Жюппе.
В 2016 году Эмманюэль Макрон, министр экономики и финансов, назначил его «специальным комиссаром по возрождению и реиндустриализации Верхней Франции».
В 2000 году Вассёр ушёл из политики. С 2005 года он возглавляет ассоциацию «Альянсы», целью которой является поддержка компаний в повышении эффективности их деятельности в сфере корпоративной социальной ответственности. В 1978—1981 и 2008—2011 годах он возглавлял Высшую школу журналистики Лилля.